# Michele Scaringella
(Michele Scaringella)
Michele Scaringella (Carbonara di Bari, 10 aprile 1968) è un ex calciatore italiano, di ruolo centrocampista.

## Carriera
Nella stagione 1986-1987 gioca una partita di Coppa Italia con il Barletta, squadra di Serie C1 che a fine anno viene promossa in Serie B; fino alla fine della stagione 1988-1989 gioca in seconda serie con i biancorossi, disputando in tutto 4 partite. Successivamente gioca per quattro anni consecutivi a Bisceglie in Serie C2, categoria in cui realizza 6 gol in 123 presenze. Dal 1993 al 1995 gioca invece in C1 nel Siracusa. Nella stagione 1995-1996 torna a giocare in Serie B, categoria in cui con la maglia della Fidelis Andria segna 4 gol in 35 partite giocate. Nella stagione 1996-1997 gioca in C1 nel Savoia, mentre l'anno successivo gioca nella medesima categoria con il Giulianova. Da ottobre 1998 a gennaio 1999 gioca con il Cosenza, con cui disputa 3 partite in Serie B; nel gennaio del 1999 va al Messina. Nella prima e nella seconda stagione in Sicilia gioca in Serie C2, conquistando anche una promozione in C1; nella stagione 2000-2001 gioca invece in terza serie, prima con il Messina e poi da gennaio 2001 con il Palermo, dove contribuisce alla vittoria del campionato con 8 presenze senza reti. L'anno seguente gioca in B nel Palermo e da gennaio va al Catanzaro, con cui gioca in C2 e chiude la carriera.

## Palmarès

### Club

#### Competizioni nazionali
- Serie C1: 1

Palermo: 2000-2001
- Serie C2: 1

Messina: 1999-2000